# Bisdom Gualeguaychú

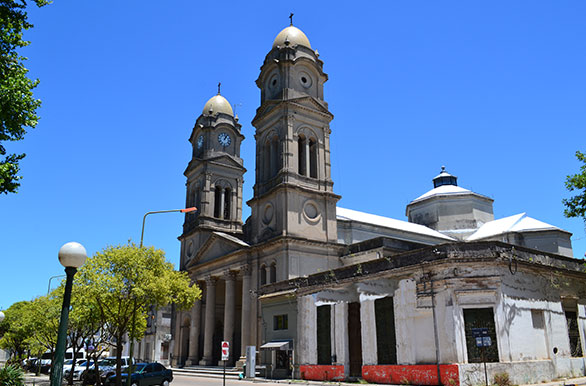
De kathedraal San José van Gualeguaychú

Het bisdom Gualeguaychú (Latijn: Dioecesis Gualeguaychensis) is een rooms-katholiek bisdom met als zetel Gualeguaychú in Argentinië. Het bisdom is suffragaan aan het aartsbisdom Paraná. Het bisdom werd opgericht in 1957.
In 2021 telde het bisdom 36 parochies. Het bisdom heeft een oppervlakte van 33.887 km² en telde in 2021 368.000 inwoners waarvan 75,4% rooms-katholiek waren. 

## Bisschoppen
- Jorge Ramón Chalup (1957-1966)
- Pedro Boxler (1967-1996)
- Luis Guillermo Eichhorn (1996-2004)
- Jorge Eduardo Lozano (2005-2016)
- Héctor Luis Zordán, M.SS.CC. (2017-)

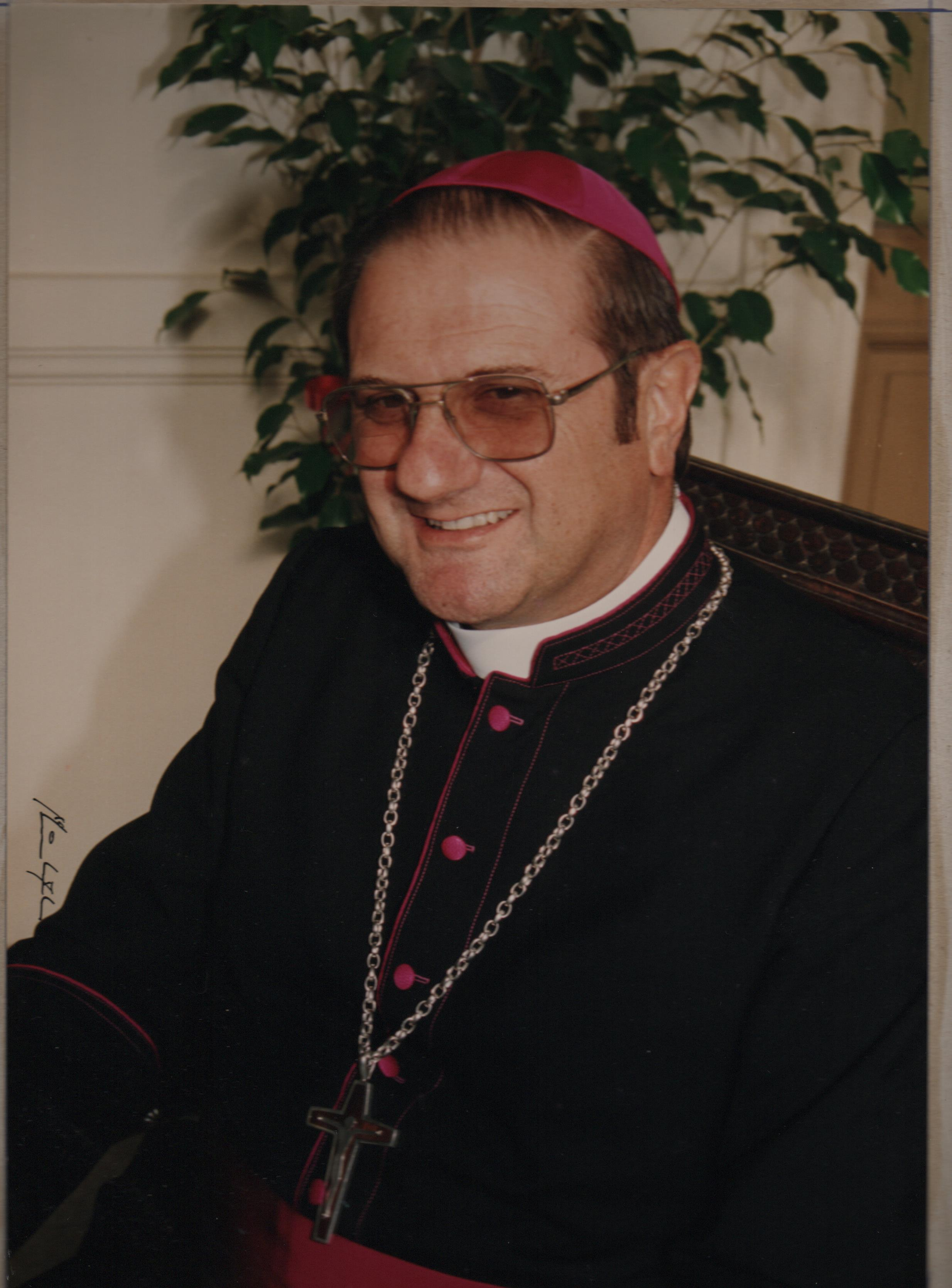
Luis Guillermo Eichhorn

Paraná (aartsbisdom) · Concordia · Gualeguaychú